# Église protestante St-Étienne (Mittelbergheim)

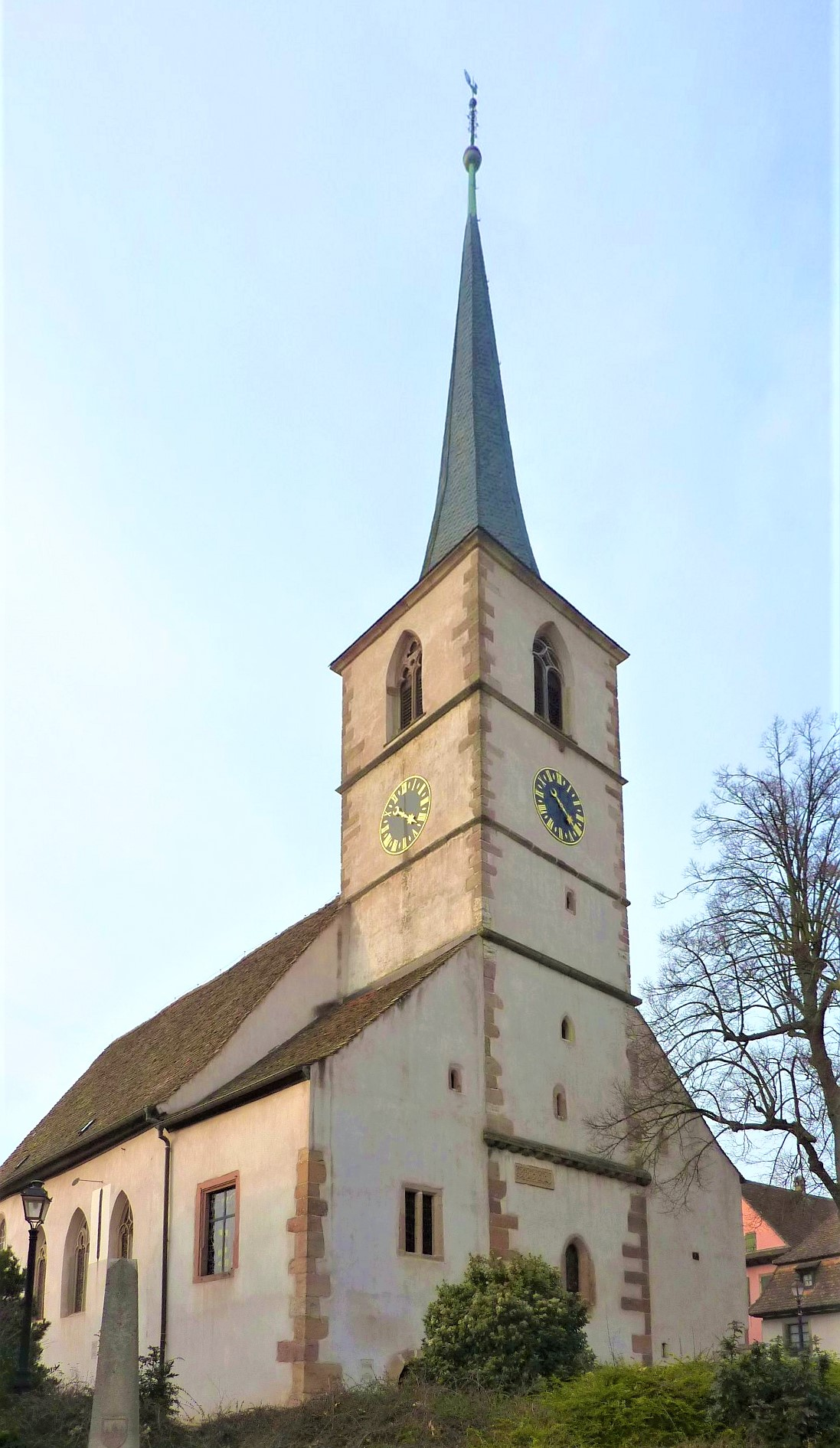
Kirche Saint-Étienne in Mittelbergheim

Die Église protestante St-Étienne ist ein Kirchengebäude der lutherischen Protestantischen Kirche Augsburgischen Bekenntnisses von Elsass und Lothringen in Mittelbergheim (Département Bas-Rhin) in Frankreich. Die Kirche ist eingetragen im Verzeichnis des kulturellen Erbes in Frankreich.

## Geschichte
Ältestes Bauteil der dem heiligen Erzmärtyrer Stephanus geweihten Kirche ist der romanische Chorturm, der auf eine Stephanskapelle aus der Zeit um 1180 zurückgeht. An der Wende vom 13. zum 14. Jahrhundert wurde das Kirchenschiff verlängert und verbreitert, außerdem der Turm aufgestockt. Im 15. Jahrhundert wurde der Chorraum im Turmuntergeschoss umgebaut und der Turm um ein weiteres Stockwerk erhöht. Nach Einführung der Reformation an der Kirche 1554 wurde der Turm um ein weiteres Stockwerk ergänzt.
1695 wurde auf Anordnung der französischen Regierung ein Simultaneum an der Kirche eingeführt und den Katholiken der Chorraum als Kapelle überlassen. Das Simultaneum endete 1894 mit der Weihe der neuen römisch-katholischen Kirche Mittelbergheims, ebenfalls dem heiligen Stephanus (Saint-Étienne) geweiht.